# Zlín Z-526
Die Zlín Z-526 ist ein tschechoslowakisches Sport- und Kunstflugzeug der Trenér-Reihe. Die zweisitzigen Ausführungen tragen den Beinamen Trenér Master, die einsitzigen werden als Akrobat und Akrobat Spezial bezeichnet. Bekannt wurde die Z-526 durch den Gewinn der Kunstflug-Weltmeisterschaft 1968 in der Einzel- (Erwin Bläske, DDR) und Mannschaftswertung (DDR).

## Entwicklung
Die Z-526 ist die logische Weiterentwicklung der Z-326. Veränderungen zu dieser bestehen in der verstärkten Zelle und Motoraufhängung. Das Triebwerk bekam ein spezielles, für den Kunstflug entwickeltes Kraftstoffsystem. Als Luftschraube diente erstmals serienmäßig eine vollautomatisch verstellbare Avia-V-503-Zweiblatt aus Metall mit 1,95 m Durchmesser.
Die ersten Serien erschienen 1966 und umfassten die zweisitzige Z-526 Trenér Master, die insbesondere zur Kunstflugausbildung diente und die einsitzige Z-526A. Beide besaßen als Antrieb ein 118 kW (160 PS) leistendes Triebwerk M-137. 1970 folgte die massereduzierte Z-526AF.
Als leistungsgesteigerte Ausführung erschien 1969 die Z-526F, deren Erstflug im Herbst 1968 stattgefunden hatte. Sie verfügte über ein Triebwerk M-137A mit einer Leistung von 132 kW (180 PS) und wurde bis 1974 in über 150 Exemplaren produziert. Ihr einsitziges Pendant für den Kunstflug flog erstmals im Oktober 1971 als Z-526AFS. Bei diesem waren die Tragflächen und somit die Flügelfläche verkleinert worden, was es wendiger machte und eine höhere Steiggeschwindigkeit zuließ. Die Landeklappen fielen vollständig weg, dafür wurden die Querruder vergrößert. Die Kabinenhaube erhielt eine aerodynamischere Kugelform. Die Exportvariante für den westlichen Markt war mit einem Lycoming AIO-360-B1B-Antrieb und Hartzell-Verstellluftschraube ausgerüstet, wurde als Z-526L bezeichnet und flog erstmals am 28. August 1969. Dank des stärkeren 200-PS-Motors erreichte sie eine zulässige Höchstgeschwindigkeit von 315 km/h.
Nachfolger war die aus der Z-526F abgeleitete Z-726 Universal von 1973, die gleichzeitig das letzte Glied der Trenér-Reihe bildete.
Eine spezielle Ausführung für den Segelflugzeugschlepp entstand 1981 unter der Bezeichnung Z-526AFM Condor. Sie besitzt ein stärkeres M-337A-Triebwerk mit Aufladung und V-410-Verstellluftschraube. Die Tragflächen mit Zusatztanks an den Enden wurde von der Z-326 übernommen.

## Beschreibung
Die Zelle der Z-526 besteht aus einem verschweißten Stahlrohrgerüst, das oben und unten mit Metall beplankt und an den Seiten mit Stoff bespannt ist. Die zweiholmigen Tragflächen sind in Tiefdeckerkonfiguration am Rumpf angeordnet. Das Leitwerk besteht aus einem Metallrahmen mit Stoffbespannung. Die Haupträder des Heckradfahrwerkes sind zur Hälfte in die Tragflächen einziehbar und haben eine Spurbreite von 1,80 m.

## Sonstiges
Die bei der Weltmeisterschaft von 1968 siegreiche Mannschaft aus der DDR, bestehend aus Erwin Bläske, Peter Kahle und Dieter Kapphahn, flog ihre Z-526A über die zulässigen +/- Belastungen hinaus, versuchte dies aber durch verkürzte Kontrollinspektionsabstände auszugleichen. Insgesamt wurden bei der GST acht Z-526A, eine Z-526F und elf Z-526AFS eingesetzt.
Während der Radom Air Show 2007 kollidierten während einer Vorführung am 1. September zwei Z-526 des polnischen Kunstflugteams AZL Żelazny in der Luft und stürzten ab. Beide Piloten kamen ums Leben.
Am 29. Juni 2013 stürzte eine mit tschechischer Registratur (OK-ZRB) zugelassene Z-526 AFS bei einem nicht genehmigten Kunstflug durch Steuerfehler nahe der Haupttribüne des Roadrunners Race 61 in den direkt neben dem Flugplatz Eberswalde-Finow gelegenen Solarpark ab. Der aus Berlin stammende 47-jährige Pilot kam dabei ums Leben. Daraufhin wurde die Veranstaltung abgesagt.
Am 24. September 2022 kollidierten zwei Zlín 526 AFS (D-EWQL und D-EWQC) der Kunstflugstaffel Gera bei einem Trainingsflug nahe dem Flugplatz Gera-Leumnitz. Die Maschinen verkeilten sich in der Luft und stürzten nahezu senkrecht zu Boden. Die beiden Piloten überlebten diesen Absturz nicht.

## Nutzer
- Belgien: 3
- Bulgarien: 19
- Dänemark: 1

Dreiseitenriss der einsitzigen Version

- Deutsche Demokratische Republik: 20 (8 × Z-526A, 1 × Z-526F, 11 × Z-526AFS)[7]
- Deutschland: 6
- Frankreich: 11
- Vereinigtes Königreich: 6
- Irak: 40
- Italien: 11
- Jugoslawien: 22
- Neuseeland: 1
- Österreich: 1
- Polen: 67
- Rumänien: 40
- Schweden: 1
- Schweiz: 8
- Spanien: 8
- Tschechoslowakei: 20
- Ungarn: 28
- Vereinigte Staaten: 11

## Technische Daten

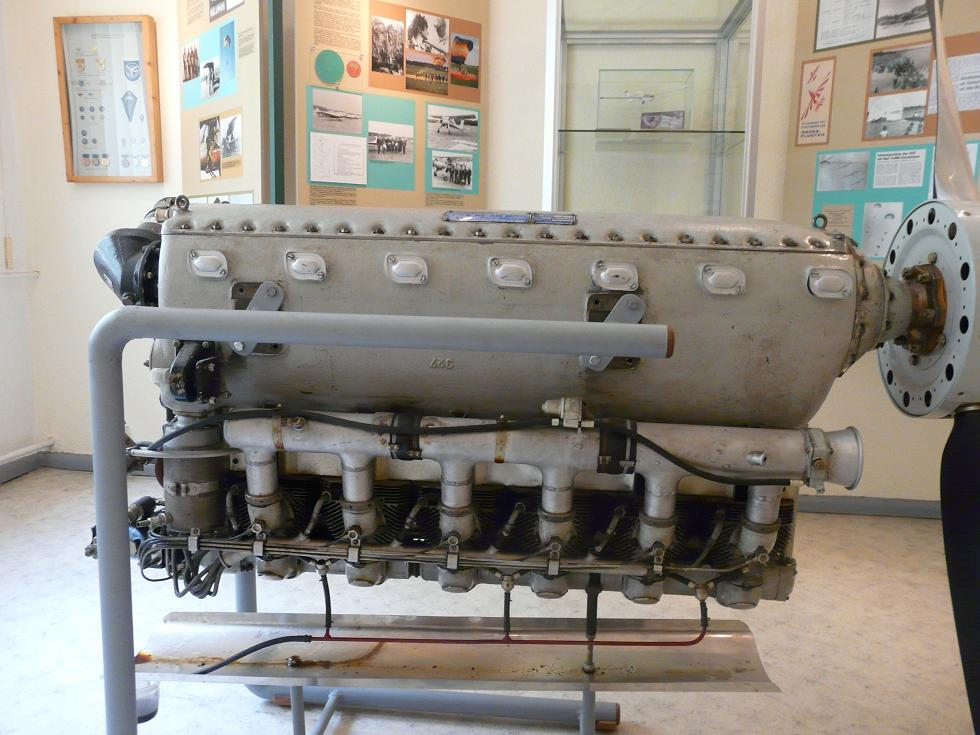
Motor M-137A für die Z-526F und AFS

| Kenngröße              | Z-526A                                                      | Z-526F                                                        | Z-526AFS                                           | Z-526L                                                        |
| ---------------------- | ----------------------------------------------------------- | ------------------------------------------------------------- | -------------------------------------------------- | ------------------------------------------------------------- |
| Hersteller             | Zlinská Letecká Akciová Společnost                          | Zlinská Letecká Akciová Společnost                            | Zlinská Letecká Akciová Společnost                 | Zlinská Letecká Akciová Společnost                            |
| Konzeption             | Kunstflugzeug                                               | Schul- und Sportflugzeug                                      | Kunstflugzeug                                      | Schul- und Sportflugzeug                                      |
| Besatzung              | 1                                                           | 1–2                                                           | 1                                                  | 1–2                                                           |
| Spannweite             | 10,59 m                                                     | 10,59 m                                                       | 8,84 m                                             | 10,59 m                                                       |
| Länge                  | 8,00 m                                                      | 8,00 m                                                        | 7,80 m                                             | 7,65 m                                                        |
| Höhe                   | 2,10 m                                                      | 2,06 m                                                        | 1,90 m                                             | 2,06 m                                                        |
| Flügelfläche           | 15,45 m²                                                    | 15,45 m²                                                      | 13,81 m²                                           | 15,45 m²                                                      |
| Flügelstreckung        | k. A.                                                       | k. A.                                                         | 5,65                                               | 7,25                                                          |
| Flügelpfeilung         | 9°                                                          | 9°                                                            | 9°                                                 | 9°                                                            |
| V-Stellung             | 4° 30´                                                      | 4° 30´                                                        | 4° 30´                                             | 4° 30´                                                        |
| Leermasse              | 635 kg                                                      | 665 kg (für Kunstflug) normal 675 kg                          | 604 kg                                             | 675 kg                                                        |
| Zuladung               | k. A.                                                       | 275 kg (für Kunstflug)                                        | 225 kg (normal)                                    | 265 kg (für Kunstflug) 300 kg (für Reiseflug)                 |
| Startmasse             | maximal 850 kg (für Kunstflug)                              | maximal 940 kg (für Kunstflug) maximal 975 kg (für Reiseflug) | maximal 740 kg (für Kunstflug)                     | maximal 940 kg (für Kunstflug) maximal 975 kg (für Reiseflug) |
| Flächenbelastung       | 55,0 kp/m²                                                  | 60,5 / 62,7 kp/m²                                             | 53,6 kp/m²                                         | 60,90 kg/m²                                                   |
| Leistungsbelastung     | k. A.                                                       | k. A.                                                         | 4,11 kg/PS                                         | 4,70 kg/PS                                                    |
| Antrieb                | ein luftgekühlter 6-Zylinder-Reihenmotor Walter Minor 6-III | ein luftgekühlter 6-Zylinder-Reihenmotor M-137A               | ein luftgekühlter 6-Zylinder-Reihenmotor M-137A    | ein luftgekühlter 4-Zylinder-Boxermotor Lycoming AIO-360-B1B  |
| Leistung               | 118 kW (160 PS)                                             | 132,5 kW (180 PS)                                             | 132,5 kW (180 PS)                                  | 147 kW (200 PS)                                               |
| Tankvolumen            | k. A.                                                       | normal 97 l mit Zusatztanks 165 l                             | 70 l                                               | normal 97 l mit Zusatztanks 165 l                             |
| Höchstgeschwindigkeit  | 240 km/h in Bodennähe                                       | 244 km/h in Bodennähe                                         | 248 km/h in Bodennähe                              | 260 km/h                                                      |
| Reisegeschwindigkeit   | maximal 208 km/h                                            | maximal 210 km/h                                              | maximal 225 km/h                                   | maximal 240 km/h wirtschaftlich 220 km/h                      |
| Landegeschwindigkeit   | 100 km/h                                                    | 100 km/h                                                      | 90 km/h                                            | 90 km/h                                                       |
| Steigleistung          | 6,0 m/s                                                     | 6,0 m/s                                                       | 8,0 m/s                                            | 7,0 m/s                                                       |
| Dienstgipfelhöhe       | 6000 m                                                      | 5200 m                                                        | 5800 m                                             | 6800 m                                                        |
| Reichweite             | normal 450 km maximal 850 km                                | normal 480 km maximal 840 km                                  | normal 360 km maximal 750 km (mit Zusatzbehältern) | normal 460 km maximal 880 km (mit Zusatzbehältern)            |
| Startstrecke über 15 m | k. A.                                                       | 342 m                                                         | 220 m                                              | 320 m                                                         |

Quelle wenn nicht anders angegeben